# Susanne Nylén
Susanne Nylén, född 1976, är en svensk journalist.
Nylén var under många år journalist på Aftonbladet. Från våren 2007 var Nylén Aftonbladets utrikeskorrespondent i London.
Nylén gick sedan till en tjänst som presschef på Nordic Entertainment Group, med ansvar för TV3, TV6, Viafree och Viaplay. Hon har gett ut boken Tvillingboken.